# 기시미 이치로
기시미 이치로(岸見一郎)는 1956년(쇼와 31년) 일본 교토 출생의 일본의 작가, 철학자이다.
고등학교 때부터 철학에 뜻을 두어 교토 대학 대학원 문예연구과 박사과정(서양고대철학, 플라톤철학)을 전공했으며 인간의 내면을 모티브로 하는 알프레트 아들러의 심리학에 대해 연구하기 시작했다.
《아들러 심리학을 읽는 밤》, 《사는 게 용기다》, 《내가 책을 읽는 이유》등 다른 많은 책을 썼으며, 2013년에 쓴 《미움받을 용기》는 대한민국에서도 베스트셀러가 되었다. 조선일보 이한수 기자에 따르면 이치로는 2006년에 심근경색으로 큰 수술을 받았다. 또 "내 책이 한국에서 베스트셀러인 현상을 일본 언론은 보도하지 않는다."라고 호소했다.